# Ferrari 340 MM
Pour les articles homonymes, voir Ferrari 340 et MM.
La Ferrari 340 MM (« MM » pour Mille Miglia) est une voiture de type sport-prototype à moteur V12 du constructeur automobile italien Ferrari, variante des Ferrari 340 produites en 1953 en dix exemplaires, dont la plupart furent transformées en 375 MM. 

## Histoire
Ce modèle est conçu par la Scuderia Ferrari d'Enzo  Ferrari, pour participer et remporter le championnat du monde des voitures de sport 1953. Carrossée par Pininfarina, Touring, Scaglietti, ou Vignale, la Ferrari 340 MM est présentée comme une évolution plus puissante des Ferrari 340 Mexico, dont elle reprend le moteur Ferrari V12 Lampredi (en) poussé à 4,1 L de cylindrée, avec plus de 300 ch à 6 600 tr/min, une boîte de vitesses à cinq rapports et un embrayage multidisque typé compétition. Le pilote Ferrari Alberto Ascari a participé à son développement.

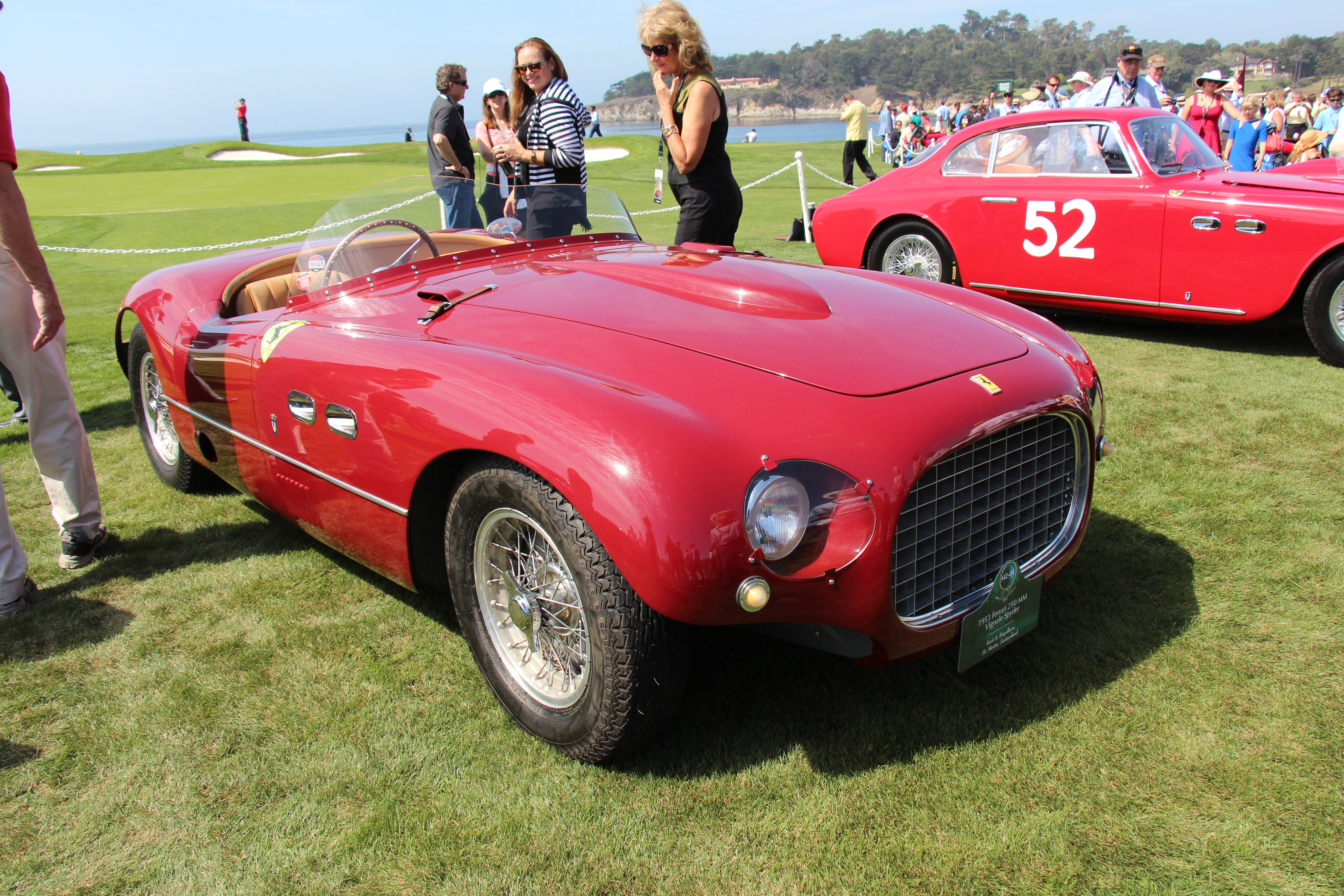
340 MM Vignale Spider
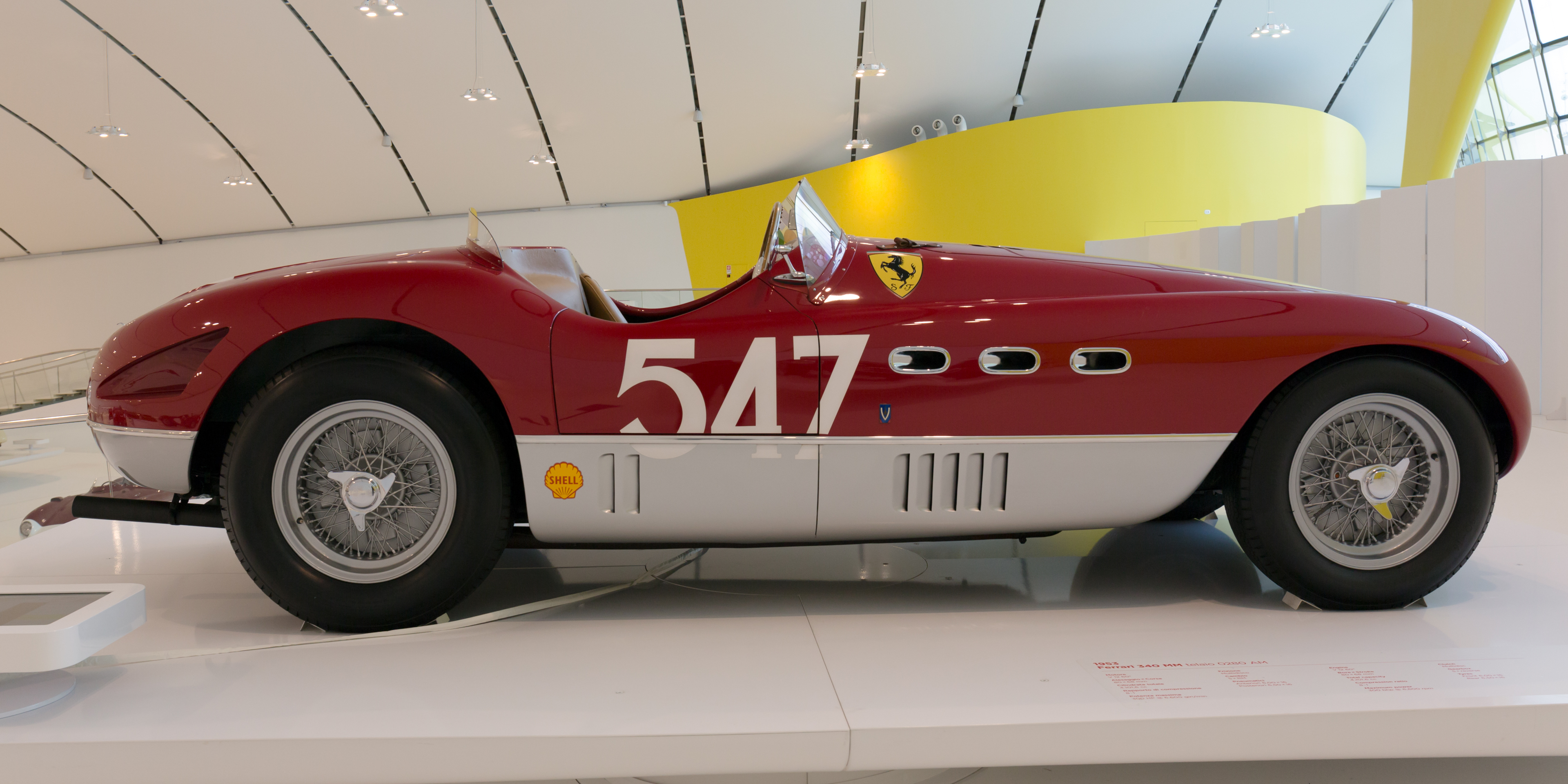
Au musée Enzo-Ferrari de Modène
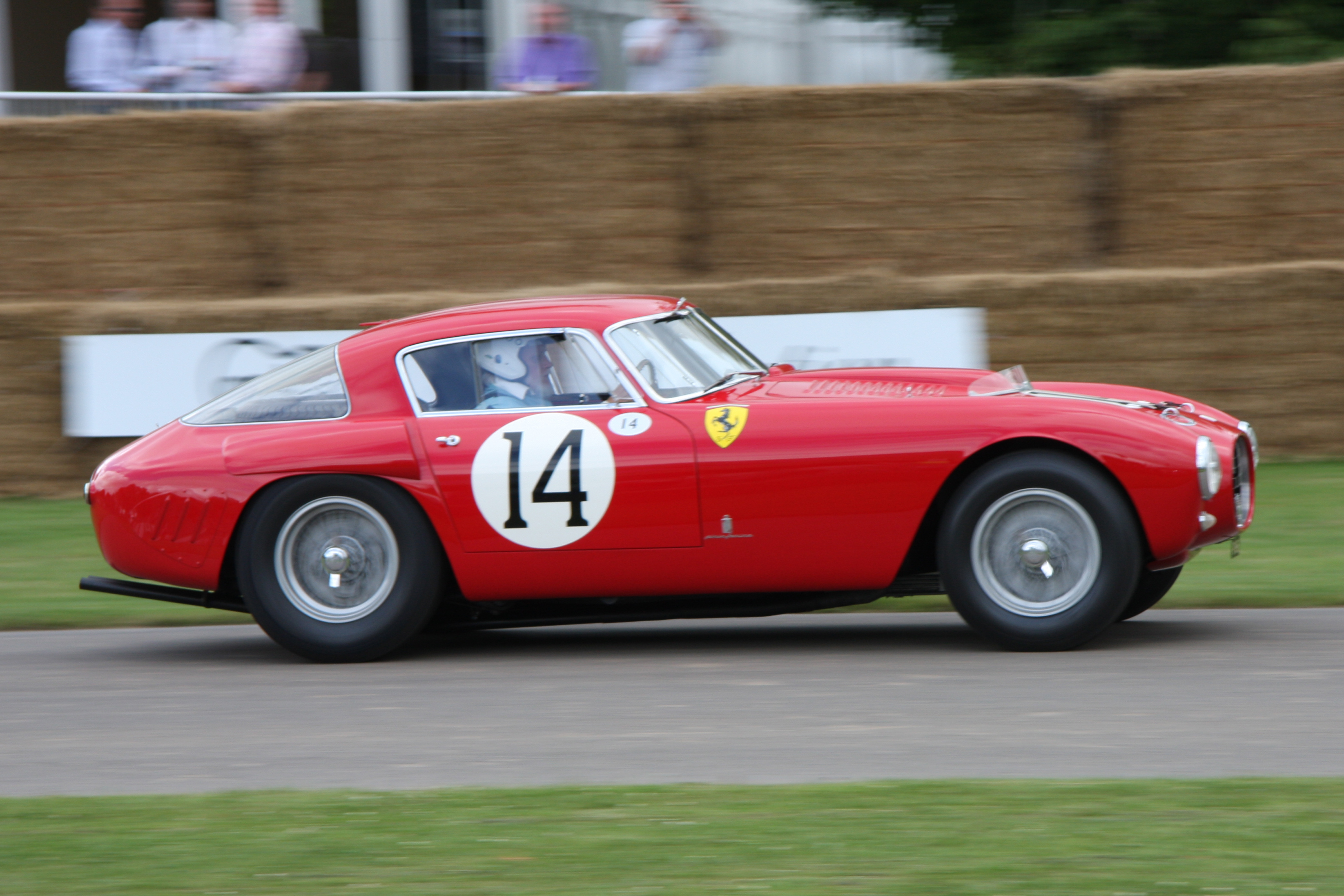
Ferrari 340/375 MM

Montée sur un empattement plus court (2,50 m) et une voie avant plus large que la Ferrari 340 America, elle s'impose dès ses deux premières épreuves, au Tour de Sicile avec le pilote Luigi Villoresi et aux Mille Miglia 1953 avec Giannino Marzotto. Une des cinq Ferrari 340 MM des 24 Heures du Mans 1953 fut rallongée et équipée d'un moteur de 4,5 L.
Une Ferrari 342 America, version routière de la « 340 », fut également réalisée en novembre 1952 pour un client suisse. Plus volumineuse et plus lourde, elle était montée avec une conduite à gauche, contrairement aux « 340 » qui, comme presque toutes les voitures de course, étaient montées avec une conduite à droite.
Avec sa version 375 MM, victorieuse aux 24 Heures de Spa et aux 1 000 kilomètres du Nürburgring, la 375 MM Spider Vignale permit à Ferrari de remporter le premier Championnat du monde des constructeurs 1953.

## Titre et victoires notables de la 340 MM
- 1953 : Titre unifié championnat national SCCA de voitures de sport, avec Bill Spear;
- 1953 : Tour de Sicile, Mille Miglia 1953, Silverstone International, 3 Heures d'Algérie, Coupes de Printemps (Montlhéry), 2 Heures 50 de Reno, 250 Milles de Turner (en), champion du monde des constructeurs 1953;
- 1954 : SCCA National Pebble Beach, et Seafair.

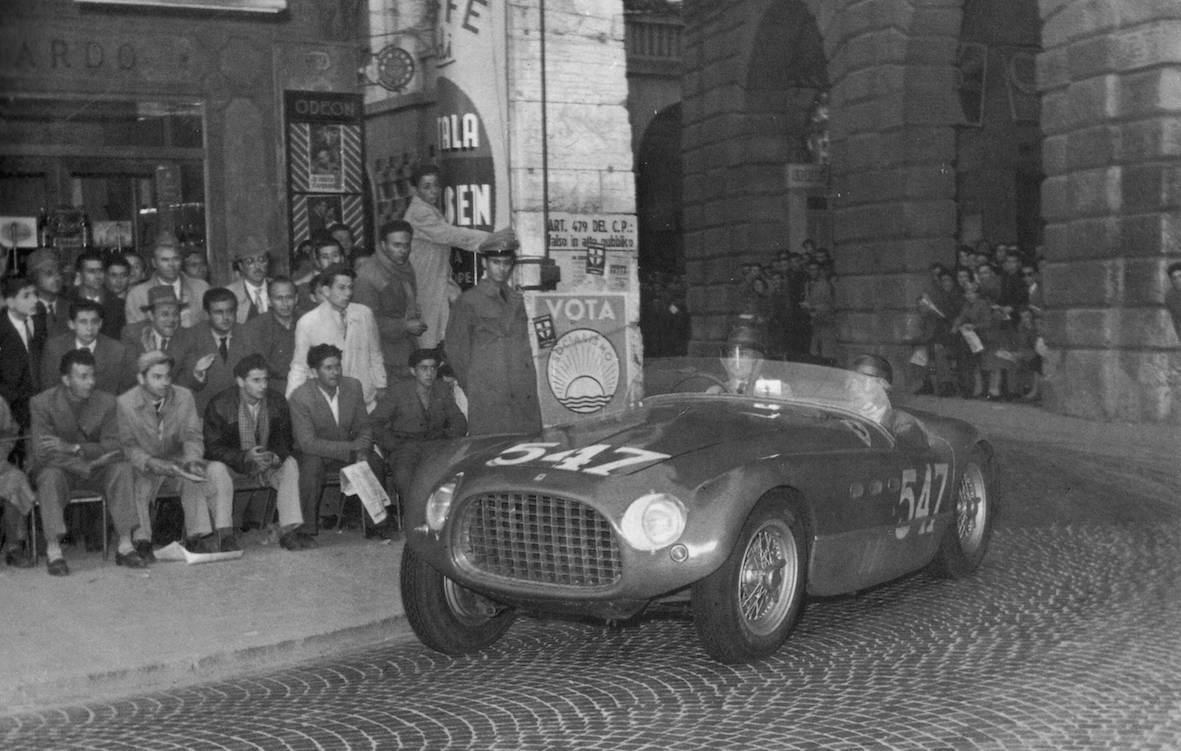
340MM Vignale Spyder,  Mille Miglia 1953
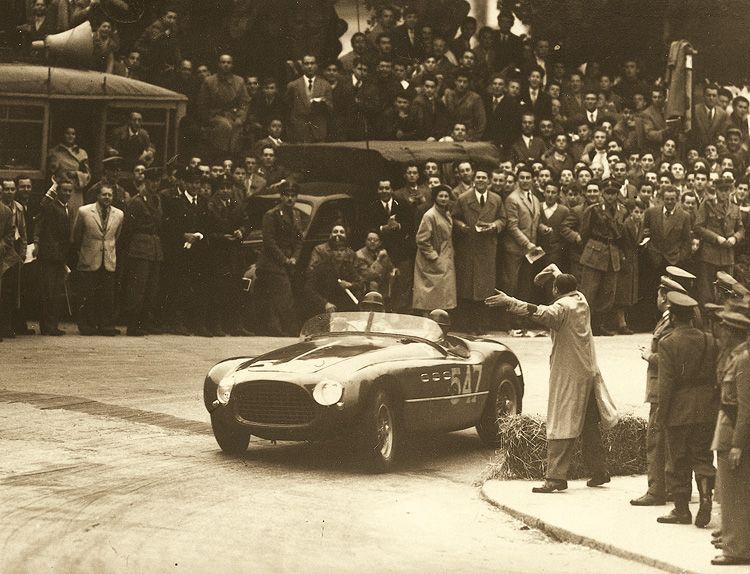
340MM Vignale Spyder, victorieuse des Mille Miglia 1953
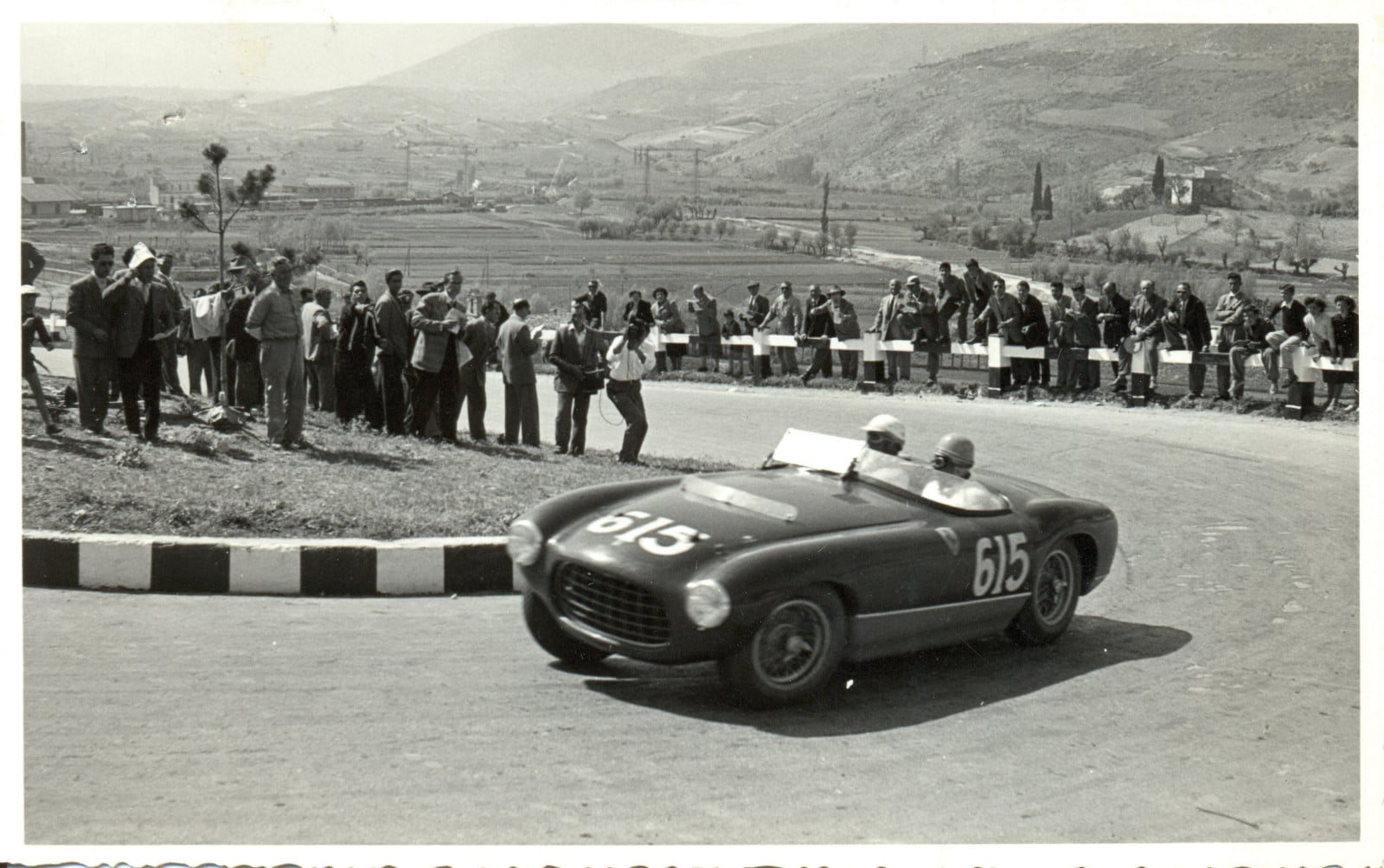
340 MM Touring Spyder, des Mille Miglia 1953
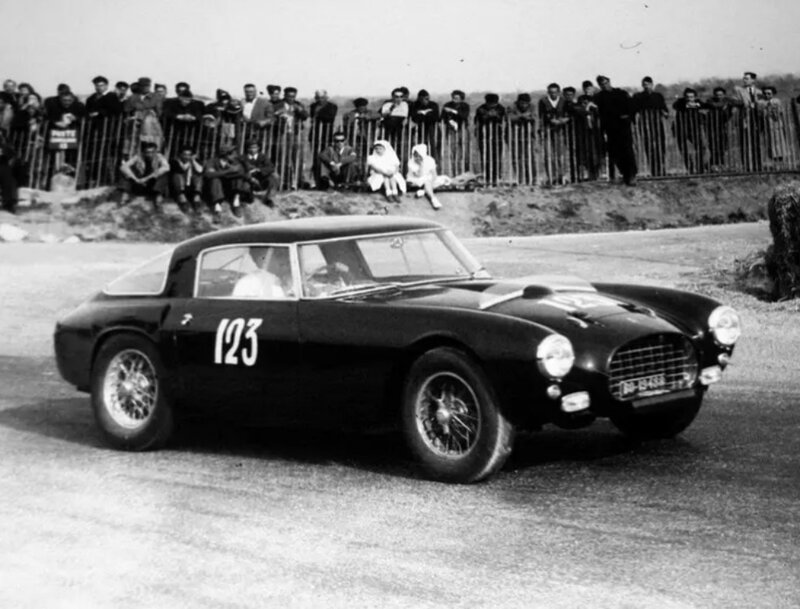
340 MM Pinin Farina Berlinetta (1953)
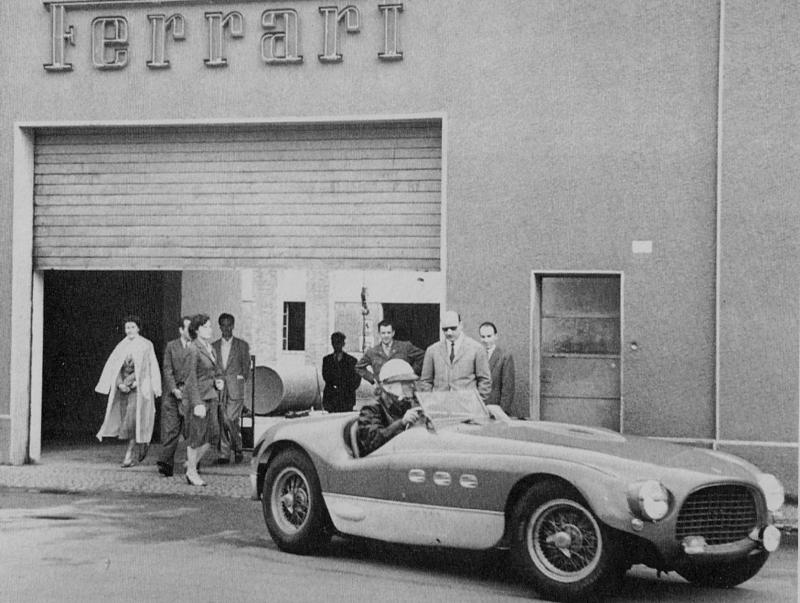
340 MM Vignale Spyder